# Liste von Freedmen’s towns
Historisch afroamerikanische Gemeinden in den Vereinigten Staaten, in verschiedenen Gebieten als „Freedmen's town“, „Freedom Towns“ oder „All-Black towns“ bezeichnet, waren Gemeinden, die von oder für eine überwiegend afroamerikanische Bevölkerung gegründet wurden. Viele dieser Gemeinden wurden von freigelassenen Sklaven gegründet oder bevölkert, entweder während oder nach der Zeit der legalen Sklaverei in den Vereinigten Staaten im 19. Jahrhundert.
In Oklahoma gab es vor dem Ende der Rassentrennung Dutzende dieser Gemeinden, da viele afroamerikanische Migranten aus dem Südosten einen Raum fanden, Gemeinden unter ihren eigenen Bedingungen zu gründen. Der bedeutendste dieser Siedler war Edward P. McCabe, der sich erhoffte, dass sich so viele Afroamerikaner auf dem Territorium niederlassen würden, dass es ein von Schwarzen regierter Staat werden würde. In Texas wurden 357 solcher „Freiheitskolonien“ ausfindig gemacht und verifiziert.

## Liste
Durch Kursivschrift gekennzeichnete Gemeinden sind nicht mehr besiedelt.

### Alabama
- Africatown
- Hobson City

### Arizona
- Mobile
- Randolph

### Colorado
- Dearfield

### Florida
- Eatonville
- Fort Mose
- Freedtown[6]

### Illinois
- Brooklyn
- New Philadelphia

### Indiana
- Beech Settlement
- Roberts Settlement
- Lyles Station (Indiana)

### Kalifornien
- Allensworth

### Kansas
- Nicodemus

### Louisiana
- Mossville

### Maine
- Harbor Island

### Maryland
- Unionville

### Massachusetts
- Parting Ways

### Mississippi
- Davis Bend
- Mound Bayou

### Missouri
- Kinloch
- Meacham Park
- North Webster
- Pennytown
- Robertson

### Nebraska
- DeWitty

### New Jersey
- Marshalltown

### New Mexico
- Blackdom
- Vado

### New York
- Eastville, Sag Harbor, New York[7]
- Freetown, New York[7]
- Sandy Ground
- Seneca Village
- Weeksville

### North Carolina
- Bethania[8]
- Hayti
- James City
- Princeville
- Roanoke Island Freedmen's Colony

### Oklahoma
- Boley
- Brooksville
- Clearview
- Grayson
- Langston
- Lima
- Redbird
- Rentiesville
- Summit
- Taft
- Tatums
- Tullahassee
- Vernon
- Greenwood, Tulsa

### South Carolina
- Mitchelville

### Tennessee
- Free Hill

### Texas
- Barrett Station
- Deep Ellum, Dallas
- Ellis Alley, San Antonio
- Elm Thicket, Dallas
- Freedmen's Town Historic District, Fourth Ward, Houston[9]
- Independence Heights, Houston
- Kendleton
- Little Egypt
- Moore Station
- Mosier Valley
- Pelham[10]
- Saint Johns Colony
- Shankleville
- Tamina[11]
- Tenth Street Historic District, Dallas[12]

### Virginia
- Freedmen's Village, Nationalfriedhof Arlington[13]
- Pocahontas Island

## Weiterführendes
- DeNeen L. Brown: All-black towns across America: Life was hard but full of promise. In: Washington Post. 27. März 2015, abgerufen am 5. Juni 2020.